# جون لورانس لوكونت
جون لورانس لوكونت (بالإنجليزية: John Lawrence LeConte)‏ (و. 1825 – 1883 م) هو طبيب عسكري، وعالم حشرات، وعالم حيواني أمريكي، ولد في نيويورك، وكان عضوًا في الأكاديمية الوطنية للعلوم، والجمعية الأميركية لتقدم العلوم، والجمعية الأمريكية للفلسفة، والأكاديمية الأمريكية للفنون والعلوم، والأكاديمية البافارية للعلوم والعلوم الإنسانية، توفي في فيلادلفيا، عن عمر يناهز 58 عاماً.

## التعليم
تعلم في جامعة ماونت سانت ماري في لوس أنجلوس ‏.